# قنادس جبلية
قنادس جبلية (الاسم العلمي: Aplodontidae) هي فصيلة من الحيوانات تتبع رتبة القوارض من طائفة الثدييات.

## أجناس غير منقرضة
- قندس الجبل

## أجناس منقرضة
- (الاسم العلمي: †Meniscomys)
- (الاسم العلمي: †Niglarodon)
- (الاسم العلمي: †Promeniscomys)
- (الاسم العلمي: †Ansomys)
- (الاسم العلمي: †Liodontia)
- (الاسم العلمي: †Tardontia)
- (الاسم العلمي: †Pseudaplodon)
- (الاسم العلمي: †Tschalimys)